# Bjerregrav
Bjerregrav is een plaats in de Deense regio Midden-Jutland, gemeente Viborg. De plaats telt 424 inwoners (2008). 